# Mariam Hounwanou
 (octobre 2024).
Mariam Abdelaziz Hunwanou, connue sous son nom de scène Maria Wanou, née le 25 octobre 1994, est une actrice tchadienne. Elle est réputée pour ses rôles marquants dans le cinéma tchadien. Autodidacte et passionnée de cinéma depuis son enfance, elle s'impose dans l’industrie grâce à sa détermination et à son talent, devenant l’une des figures emblématiques du cinéma au Tchad. En parallèle, elle participe à des concours de beauté et représente son pays lors de festivals internationaux, contribuant ainsi à la visibilité du cinéma tchadien à l’échelle mondiale,,.

## Filmographie
- 2009 : Plus jamais ça de Toidi Nana :
- 2012 : Fille à papa de Prospère Nedjilem Doumngar : Haoua

- 2014 : Entre 4 murs de Aché Ahmat Moustapha : Haoua